# Drapetis brevior
Drapetis brevior är en tvåvingeart som beskrevs av Enrico Adelelmo Brunetti 1913. Drapetis brevior ingår i släktet Drapetis och familjen puckeldansflugor. Inga underarter finns listade i Catalogue of Life.